# Premio Pulitzer 1956
Quella del 1956 fu la quarantesima assegnazione dei Premi Pulitzer e vide il conferimento di quattordici premi su altrettante categorie, otto relative al mondo del giornalismo e sei relative al mondo della letteratura, della drammaturgia e della musica.
In quest'edizione, la giuria fu composta da 17 membri, tra cui il presidente della Columbia University, Grayson Kirk, e fu presieduta da Joseph Pulitzer, redattore del St. Louis Post-Dispatch nonché omonimo figlio del fondatore dei premi Pulitzer, Joseph Pulitzer.

## Giornalismo
- Pubblico servizio:

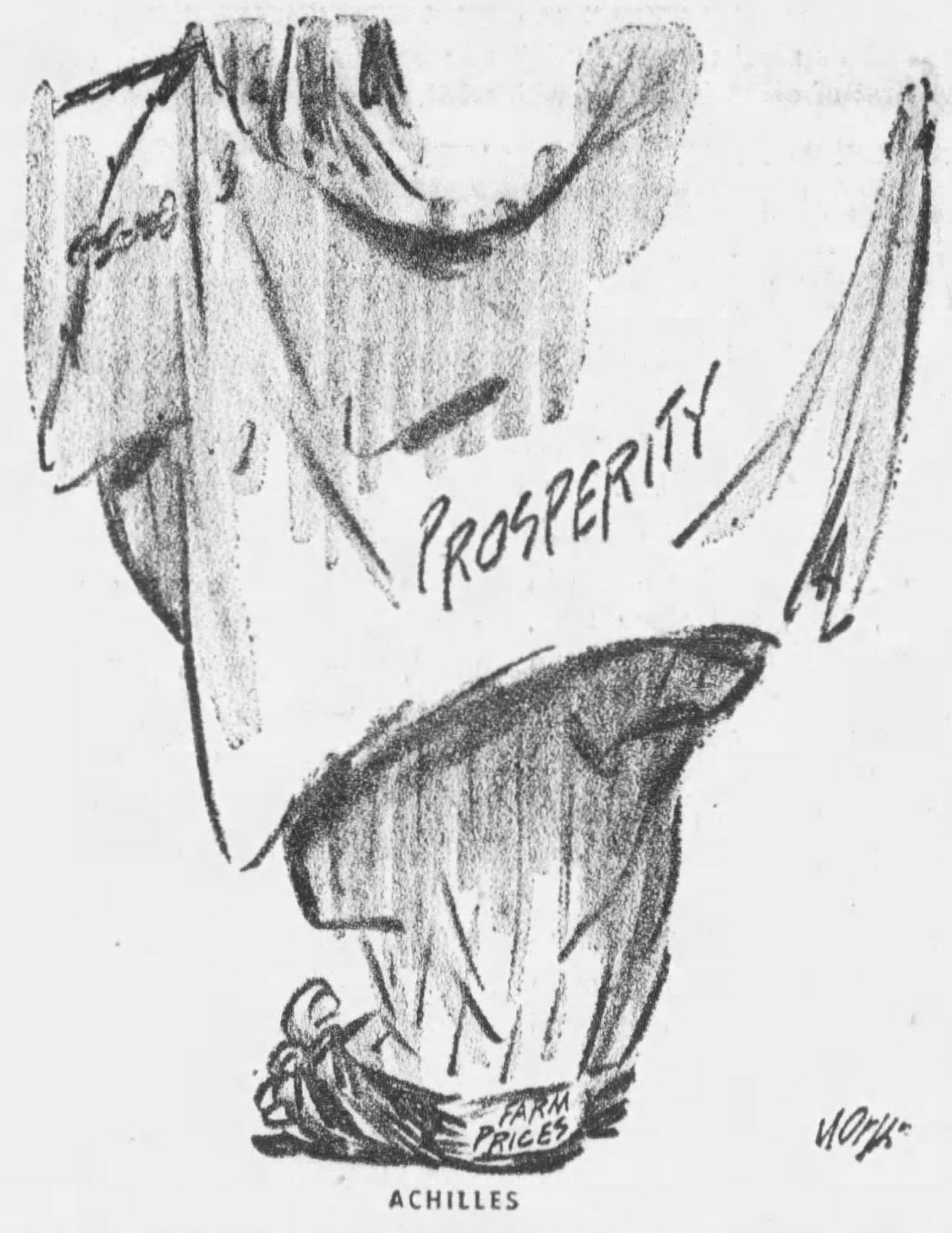
Achilles?, vincitrice del premio per la miglior vignetta editoriale

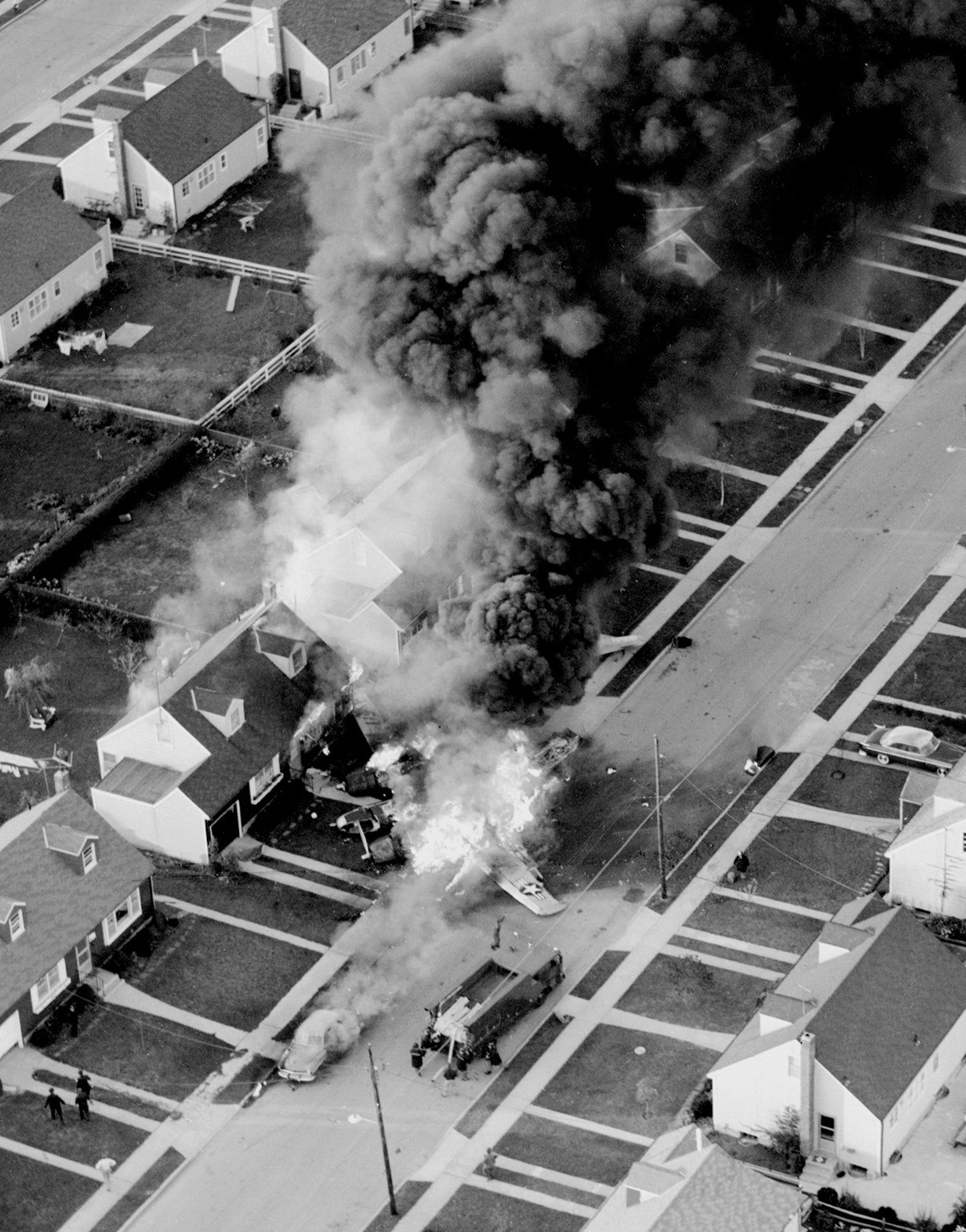
Lo scatto intitolato Bomber Crashes in Street, citato come esempio dell'esemplare lavoro della redazione del New York Daily News

  - Watsonville Register-Pajaronian, per la coraggiosa denuncia della corruzione negli uffici pubblici, che ha portato alle dimissioni di un procuratore distrettuale e alla condanna di uno dei suoi collaboratori.
- Giornalismo locale di ultim'ora:
  - Lee Hills, del Detroit Free Press, per il suo aggressivo, ingegnoso e completo servizio da prima pagina sulle negoziazioni del sindacato United Automobile Workers con Ford e General Motors per un salario annuo garantito.[3][4]
- Giornalismo locale investigativo:
  - Arthur Daley, del The New York Times,  per i suoi commenti sul mondo dello sport pubblicati nella sua rubrica quotidiana Sports of the Times.
- Giornalismo nazionale:
  - Charles L. Bartlett, del Chattanooga Times, per le sue rivelazioni originali che hanno portato alle dimissioni di Harold E. Talbott da Segretario dell'Aeronautica Militare.
- Giornalismo internazionale:
  - William Randolph Hearst, Jr., J. Kingsbury-Smith e Frank Conniff, dell'International News Service, per la loro serie di interviste esclusive con i leader dell'Unione Sovietica.
- Editoriale:
  - Lauren K. Soth, del Des Moines Register and Tribune, per l'editoriale If the Russians Want More Meat..., in cui invitò una delegazione agricola dall'Unione Sovietica a visitare l'Iowa, azione che portò direttamente alla visita di alcuni delegati russi agli Stati Uniti d'America.
- Vignetta editoriale:
  - Robert York, del The Louisville Times, per la vignetta intitolata Achilles?, raffigurante un personaggio simbolo della prosperità statunitense la cui figura si assottiglia sempre più verso il basso fino a mostrare il suo tallone d'Achille, ossia il "prezzi agricoli".
- Fotografia:
  - Redazione del New York Daily News, per la costante eccellenza nella copertura fotografica delle notizie mantenuta per tutto il 1955, come dimostrato dalla straordinaria fotografia Bomber Crashes in Street.

## Letteratura, drammaturgia e musica
- Narrativa:
  - La polvere e la gloria, di MacKinlay Kantor (World Publishing Company).
- Drammaturgia:
  - Il diario di Anna Frank, di Albert Hackett e Frances Goodrich (Random).
- Storia:
  - The Age of Reform, di Richard Hofstadter (Knopf).
- Biografie o Autobiografie:
  - Benjamin Henry Latrobe, di Talbot Faulkner Hamlin (Oxford University Press).
- Poesia:
  - Poems - North & South, di Elizabeth Bishop (Houghton).
- Musica:
  - Symphony No. 3, di Ernst Toch (Mills), eseguita per la prima volta dalla Pittsburgh Symphony Orchestra il 2 dicembre 1955.